# Gustav Wiederkehr
Gustav Max Wiederkehr (Zürich, 1905. október 2. – Zürich, 1972. július 7.) svájci ügyvéd, sporttisztviselő, az Európai Labdarúgó-szövetség (UEFA) második elnöke.

## Pályafutása
Az ügyvédi képesítést 1926-ban Zürichben szerezte meg. 1932-ben megalapította az SG szőnyeggyárat. 1939-ben a berni egyetemen be kellett fejeznie nemzetgazdasági tanulmányait, mert besorozták katonának. A második világháborút követően szőnyeggyártását több gyár tulajdonosaként folyamatosan kiterjesztette.

## Sportvezetőként
1931-ben Zürichben az általa létrehozott alapítvánnyal tornászklubot támogatott. 1936-tól 1950-ig a Young Fellows klub elnöke. 1943-ban közreműködésével létrejött a nemzeti B-Liga. 1946-ban beválasztották a  Svájci labdarúgó-szövetségbe (SFV), melynek 1954-től 1964-ig az  elnöke. 1962-1972 között a dán Ebbe Schwartzot váltotta az  UEFA elnöki poszton. Az UEFA második elnöke. Irányítása alatt a szövetség anyagi bázisa folyamatosan erősödött. 1963-ban létrehozta a Szervező Bizottságot amivel hatékonyabbá tette az egyes sportesemények szervezését és lebonyolítását. 1968-ban kialakította az önálló UEFA Játékvezető Bizottságot (JB)  – szorosan együttműködve a Nemzetközi Labdarúgó-szövetség (FIFA)  Játékvezető Bizottságával (JB). 1971-től a Vásárvárosok kupája (VVK) tornasorozatot jelentősen átszervezve és megújítva, útjára indította az UEFA-kupa tornát. 1972-ben pedig az U23-as labdarúgó-Európa-bajnokságot. Sokáig a FIFA alelnökeként is tevékenykedett. Több alkalommal volt a labdarúgó-világbajnokság alelnöke.